# Statik
Statik (z řeck. statikós = stojící, postavený) je stavební inženýr, zabývající se statikou stavebních konstrukcí. Hlavní náplní práce statika je navrhování a posuzování nosných konstrukcí a konstrukčních postupů tak, aby odpovídaly požadavkům bezpečnosti, hospodárnosti, funkčnosti a životnosti s ohledem na platnou legislativu. Nejčastějším výstupem práce statika je statický výpočet. Výkon povolání statika se řídí podle zákona č. 360/1992 Sb., o výkonu povolání autorizovaných architektů a o výkonu povolání autorizovaných inženýrů a techniků činných ve výstavbě.
Kvalifikací pro vykonávání povolání statika je úspěšné absolvování vysoké školy se zaměřením na statiku a dynamiku stavebních konstrukcí. Při splnění dalších podmínek může statik získat autorizaci, opravňující ho opatřováním statických výpočtů a projektů autorizačním razítkem. O autorizaci lze požádat Českou komoru autorizovaných inženýrů a techniků – ČKAIT. Předpoklady pro získání autorizace jsou vzdělání v příslušném studijním oboru, prokázání minimální doby praxe v oboru (pro inženýry min. 3 roky), předložení několika vlastních prací týkajících se oboru a složení autorizační zkoušky. Opatřené autorizačním razítkem musejí být všechny statické projekty a výpočty podávané na stavební úřad.

## Významní statici působící v Čechách
- Josef Šolín (1841–1912) – stavební mechanika
- Josef Melan (1853–1941) – železobetonové mostní konstrukce
- Albert Vojtěch Velflík (1856–1920) – příhradové mostní konstrukce
- Jan Kolář (1868–1958) – dřevěné mostní konstrukce
- František Mencl (1879–1960) – železobetonové mostní konstrukce
- František Faltus (1901–1989) – mostní stavitelství, ocelové konstrukce
- Jaroslav Kadlčák (1931–2001) – prutové konstrukce